# Hochhausprojekt Wien Mitte
Das Hochhausprojekt Wien Mitte war ein von Laurids Ortner geplantes, 1990 bis 2003 in verschiedenen Planungsvarianten diskutiertes aufwändiges Immobilienprojekt, das in unmittelbarer Nähe zur Wiener Ringstraße und damit zur Inneren Stadt ein hoch verdichtetes Büro- und Dienstleistungszentrum vorsah.

## Vorgeschichte
Als erstes innerstädtisches Hochhaus in Wien fand der Ringturm Mitte der 1950er-Jahre noch ein weitgehend positives Echo, unter anderem tauchte er auf Wahlplakaten gemeinsam mit der neu errichteten Stadthalle Roland Rainers und dem Text auf „damit Wien wieder Weltstadt werde“. Das Meinungsklima drehte aber, ähnlich wie in anderen europäischen Städten (etwa München oder Berlin) im Verlauf der 1960er Jahre, ablesbar unter anderem aus der Debatte um das Gartenbauhochhaus. Diese Situation blieb einigermaßen stabil bis um die Mitte der 1980er-Jahre, als Vertreter der Architektenschaft, namentlich das Architekturzentrum Wien  und Investoren immer deutlicheres Interesse an innerstädtischen Hochbauten mit optimaler Verkehrserschließung zeigten.

## Wien Mitte als Versuch einer Trendwende

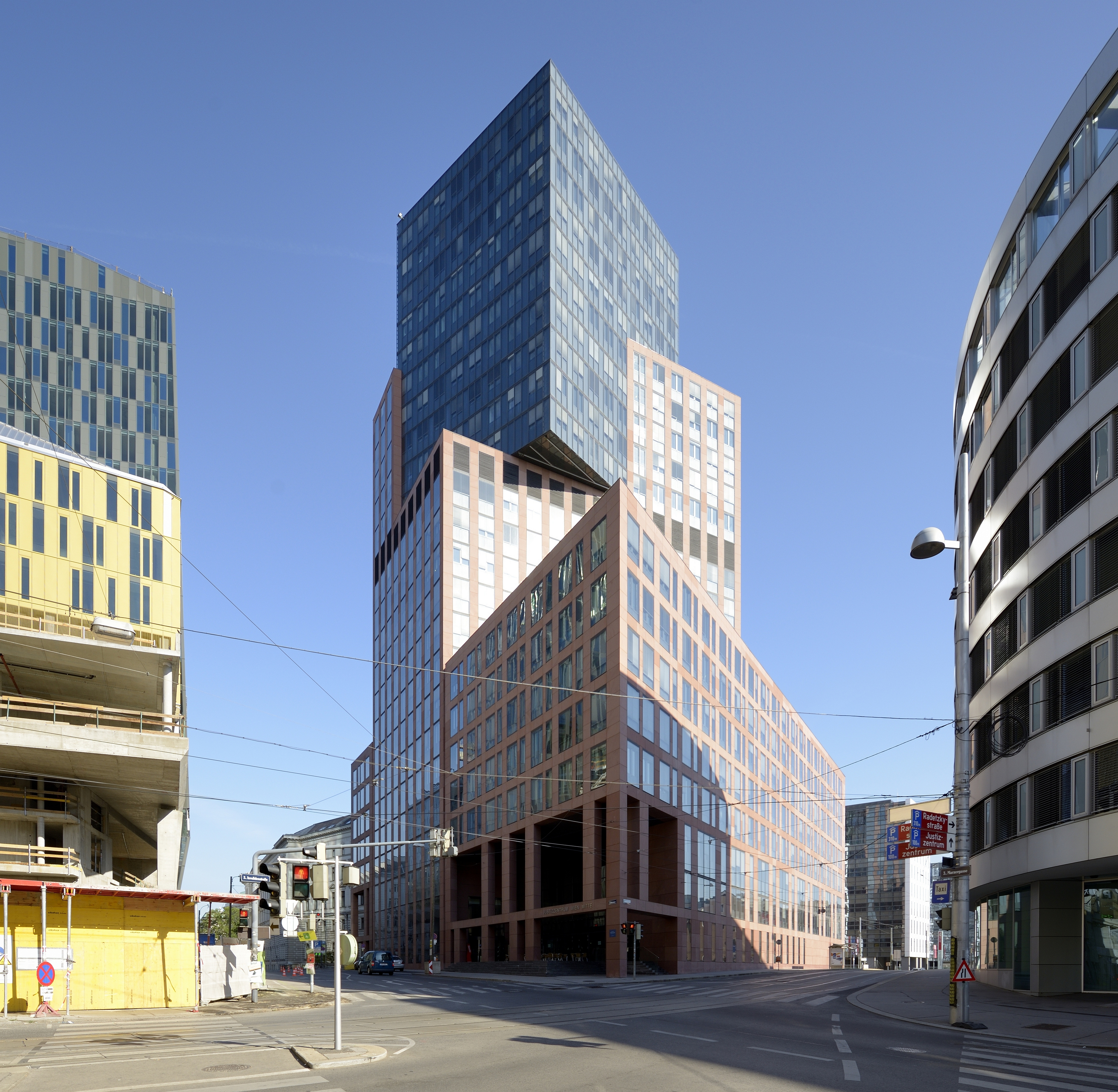
Justizzentrum Wien-Mitte.

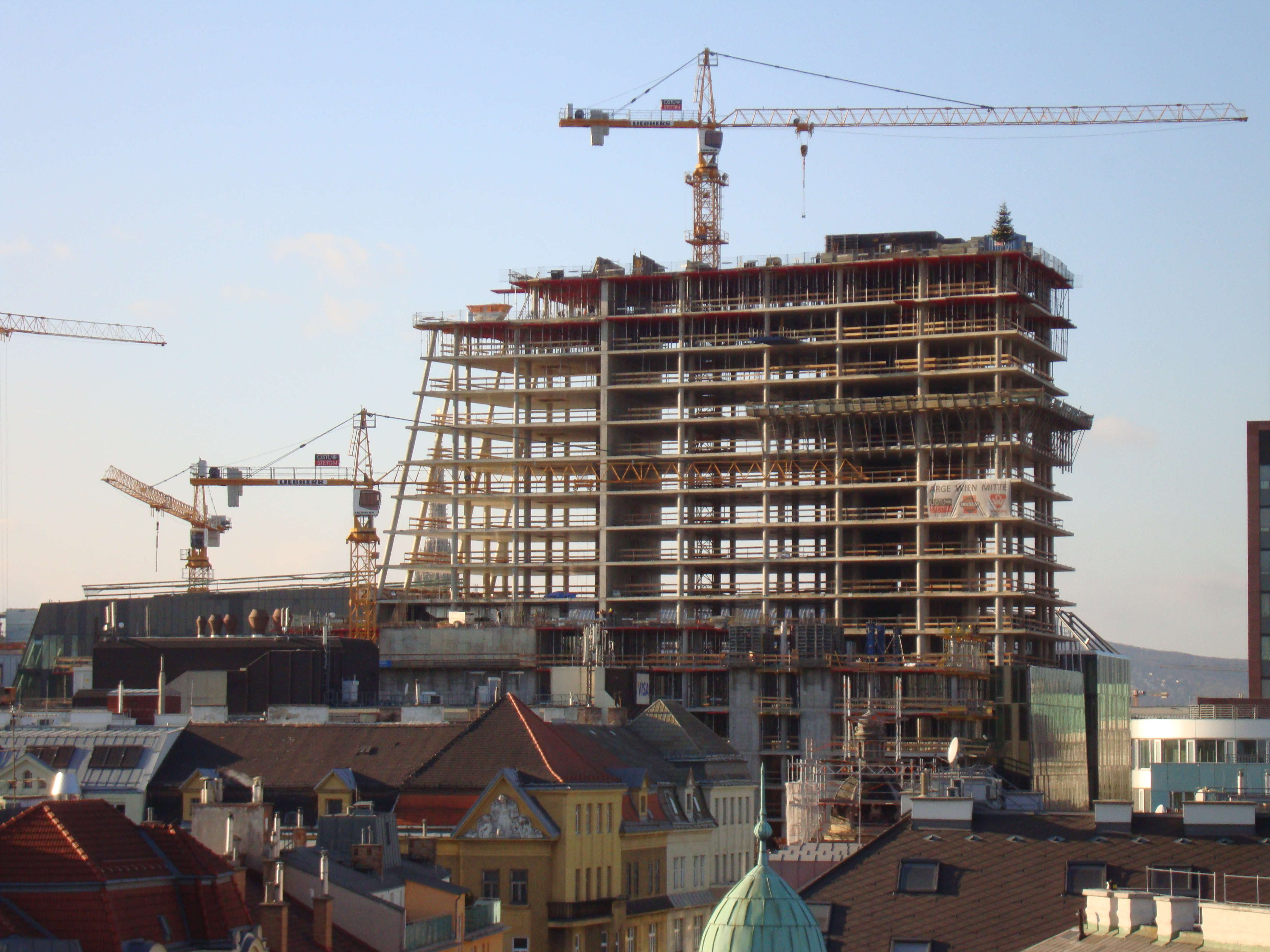
Nachfolgeprojekt im Bau (2011), Blickpunkt Marxer Gasse 24

Kurz nach der Entscheidung der Jury (im April 1990) für die Ortner'sche Variante des Wiener MuseumsQuartiers, die unter anderem ein Hochhaus – den so genannten Leseturm – im unmittelbaren Ringstraßenbereich vorsah, wurde Laurids Ortner im Oktober 1990 als Resultat eines Expertenverfahrens auch mit der Planung für ein weiteres innenstadtnahes Großprojekt betraut: der Überbauung im Bereich Bahnhof Wien Mitte. Das Medienecho zeigte sich gegenüber der Setzung „städtebaulicher Akzente“ durch innerstädtische Hochbauten (wie beim Museumsquartier) überwiegend positiv. Deutliche Widerstände traten allerdings, wie im Falle Leseturm, seitens diverser Bürgerinitiativen hervor. Die Proponenten des Projektes, im Wesentlichen die Immobiliengesellschaft der damals noch gemeindenahen Bank Austria vertrat demgegenüber die Linie, das neue Hochhauszentrum werde eine Aufwertung des zum „Schandfleck“ herabgekommenen Bahnhofs bewirken.
Angesichts des Einbruchs der Immobilienkonjunktur zu Anfang der 1990er Jahre und der vorrangigen Entwicklung des Hochhausviertels Donau City an der Neuen Donau geriet das Projekt Wien Mitte mit seiner kostenintensiven Gleisüberbauung ins Hintertreffen. Ab November 1999 wurde von den Proponenten des Projekts ein weiterer Anlauf unternommen.

## Das Ende
Das unterdessen erheblich höher gewordene Justizzentrum Wien-Mitte begegnete nun aber wachsenden Widerständen in der Öffentlichkeit. Nun wandte sich auch Altbürgermeister Helmut Zilk gegen das Großbauvorhaben, für dessen Genehmigung er personelle Veränderungen im Fachbeirat für Stadtplanung mit verantwortlich machte. Im Mai 2000 stimmte der Wiener Gemeinderat zwar dem Bauprojekt zu, jedoch sprachen sich in der Folge eine Reihe bekannter Architekten, darunter Roland Rainer, Gustav Peichl und Friedrich Kurrent in den Medien dagegen aus.
Entscheidend für das Scheitern des Projektes wurden schließlich der Widerstand von ICOMOS und UNESCO, die das Projekt in der so genannten Pufferzone des Welterbegebiets im Widerspruch mit der von Wien gewünschten Deklaration der Innenstadt als Weltkulturerbe sahen. Auch seitens der Investoren war nun eine gewisse Distanzierung gegenüber dem heftig umstrittenen Vorhaben eingetreten. Einzig das Justizzentrum Wien-Mitte wurde im Rahmen des Hochhausprojektes Wien Mitte fertiggestellt. Das Nachfolgeprojekt der Architekten Henke & Schreieck verzichtet auf signalsetzende Türme. Baustart war im Oktober 2007, die Teilinbetriebnahme erfolgte Ende 2012, die Mall wurde im April 2013 vollständig in Betrieb genommen.